# Linnéa Darell
Linnéa Viktoria Darell, född Karlsson 15 oktober 1945 i Södertälje, är en svensk politiker (folkpartist). Hon var ordinarie riksdagsledamot 2002–2006, invald för Östergötlands läns valkrets.

## Biografi
Darell var i sin ungdom medlem i SSU. Hon blev medlem i Folkpartiet 1983 och innehade som fritidspolitiker kommunala förtroendeuppdrag fram till 1989, då hon på heltid blev partiets gruppledare i Linköpings kommunfullmäktige.
Hon lämnade uppdraget 2002[källa behövs] i samband med att hon blev vald till riksdagsledamot för valkretsen Östergötlands län. I riksdagen var Darell ledamot i socialförsäkringsutskottet 2002–2006 och krigsdelegationen 2002–2006. Hon var även suppleant i riksdagsstyrelsen och socialutskottet.
Åren 1997–2003 var hon ledamot i Folkpartiets partistyrelse.[källa behövs]
Från 2007 till 2014 var Darell ordförande i Omsorgsnämnden i Linköping och 2011–2014 även gruppledare och kommunalråd samt kommunstyrelsens förste vice ordförande. Efter valet 2014 gick hon i pension från sina kommunala uppdrag.
Sedan 2008 är Darell ledamot av Säkerhets- och integritetsskyddsnämnden.
I november 2017 återkom Darell till politiken som ledamot av Liberalernas partistyrelse.
Darell är gift och har en dotter. Hon har tidigare arbetat som personaladministratör inom offentlig förvaltning.